# الدوري الفلسطيني الممتاز 1947
كان دوري الدرجة الأولى في النظام العربي الفلسطيني لكرة القدم، الذي ينظمه الاتحاد الرياضي الفلسطيني، في عام 1947 هو النسخة الثالثة من هذا الدوري. وتوج نادي شباب العرب حيفا بلقب البطولة بعد فوزه على نادي يافا الرياضي الإسلامي بنتيجة 5-1 في المباراة النهائية التي أقيمت في القدس، وحصد اللقب للمرة الثانية على التوالي. كانت هذه النسخة هي الأخيرة من دوري الدرجة الأولى في فلسطين قبل الحرب العربية الإسرائيلية عام 1948.

## معلومات الموسم
في موسم 1946/1947 في فلسطين (بالإنجليزية: 1947 Palestine Premier League)‏، أقيم دوري الدرجة الأولى (والذي يعرف أيضًا باسم بطولة الاتحاد الرياضي الفلسطيني). شارك في البطولة 13 فريقًا من أصل 65 ناديًا ينتمون للاتحاد الرياضي الفلسطيني. وفي المباراة النهائية التي جرت في حيفا، فاز نادي شباب العرب حيفا على نادي يافا الرياضي الإسلامي بنتيجة 5-1.

## جدول الدوري
| رتبة | فريق                   | محافظة | نقاط | ملحوظات |
| ---- | ---------------------- | ------ | ---- | ------- |
| 1    | نادي الشباب العرب حيفا | حيفا   |      | البطولة |
| 2    | النادي الإسلامي يافا   | يافا   |      | الوصافة |

## وصلات خارجية
نبذة عن الدوري الفلسطيني الممتاز 1947  على فريبيس